# 近山久家
近山 久家（ちかやま ひさいえ）は、戦国時代の武将。甲斐の戦国大名である武田氏の家臣。

## 来歴
諱については『寛永諸家系図伝』からによるもので、仮名は四郎三郎（しろうさぶろう）。武田信玄に仕え、第4次川中島の戦いで戦死した。
子の久次が跡を継ぎ、甲斐武田家の滅亡後は徳川氏に仕えている。